# Basthihalli, Pandavapura
Basthihalli là một làng thuộc tehsil Pandavapura, huyện Mandya, bang Karnataka, Ấn Độ.